# Ernie Hudson
Earnest Lee Hudson, född 17 december 1945 i Benton Harbor, Michigan, är en amerikansk skådespelare. Hudson är mest igenkänd för sin roll som Winston Zeddemore i Ghostbusters-filmerna samt som fängelsedirektören Leo Glynn i TV-serien Oz.

## Biografi
Ernie Hudson föddes utan en närvarande far och hans mor dog av tuberkulos när han var 2 månader gammal. Han blev således uppfostrad av sin mormor, Arrana Donald. Han mönstrade och blev antagen till marinkåren efter gymnasiet men blev utskriven efter grundutbildningen på grund av sin astma. Han flyttade till Detroit och började arbeta på teatern Concept East som manusförfattare. Han började också studera manus och drama på Wayne State Universitetet där han examinerades 1973. Han tänkte doktorera i ämnena men fick en roll i pjäsen The Great White Hope. Han återupptog sin doktorsavhandling men hoppade av igen för att medverka i filmen Leadbelly (1976).
Hudson gjorde efter det en hel del småroller innan han fick en något större roll i Penitentiary II (1982). Han fick sedan gästroller i populära TV-serier som The Dukes of Hazzard (1982) och The A-Team (1983). Hans stora genombrott kom med rollen som Winston Zeddemore i Ghostbusters – Spökligan (1984). När man sedan gjorde en animerad serie av filmen så fick han göra audition för sin roll och fick den inte, utan den gick till Arsenio Hall. Han fick dock återvända till uppföljaren Ghostbusters 2 (1989). Han spelade sedan den stora birollen som den mentalt handikappade vaktmästaren Solomon i Handen som gungar vaggan (1992).
Han spelade även två större biroller i The Crow (1994) och i Congo (1995) för att sedan synas som en av huvudkaraktärerna i HBO-serien Oz (1997–2003). Där spelade han rollen som fängelsedirektören Leo Glynn. Hans son, Ernie Hudson Jr. spelade den intagne muslimen Hamid Khan. Han spelade sedan mot Sandra Bullock i Miss Secret Agent (2000) och i Miss Secret Agent 2 (2005). Han fick sedan en återkommande roll i The Secret Life of the American Teenager (2008–2013) och även i den tjugonde och sista säsongen av I lagens namn (2010). Han hade också en återkommande roll i Grace and Frankie (2015–2020).
Hudson återvände sedan till Ghostbusters i rebooten, Ghostbusters (2016) där hans roll ersatts av Leslie Jones. Han spelade då karaktärens morbror i en cameo. Han återförenades sedan med originalmedlemmarna och i rollen som Winston Zeddemore i filmen Ghostbusters: Afterlife (2019). Han ska ha beskrivit det som att han blev överfylld av känslor när han satte på sig sin utrustning igen då han aldrig trodde att en tredje film skulle bli verklighet. Han återvände även i Ghostbusters: Frozen Empire (2024).

## Privatliv
Hudson gifte sig med sin första hustru, Jeannie Moore 1963 när hon var 16 och han var 18. De har två barn ihop, Ernie Hudson Jr. och Rahaman Hudson. 1985 gifte han om sig med Linda Kingsberg, de har också två barn ihop, Andrew och Ross.
2024 döptes en del av vägen South Fair Avenue (M-139) om till "Ernie Hudson Way". Vägen ligger nära hans barndomshem i Benton Harbour.

## Filmografi (i urval)

### Film
| År   | Titel                                                | Roll                    | Notering |
| ---- | ---------------------------------------------------- | ----------------------- | -------- |
| 1976 | Leadbelly                                            | Archie                  |          |
| 1976 | The Human Tornado                                    | Bo                      |          |
| 1977 | Mad Bull                                             | Bart 'Black Bart'       | TV-film  |
| 1979 | The Main Event                                       | Killer                  |          |
| 1980 | Joni                                                 | Earl                    |          |
| 1980 | The Octagon                                          | Quinine                 |          |
| 1980 | The Jazz Singer                                      | Heckler                 |          |
| 1980 | White Mama                                           | Counsellor              | TV-film  |
| 1981 | Underground Aces                                     | Afrikansk General       |          |
| 1981 | A Matter of Life and Death                           | Mr. Harrisson           | TV-film  |
| 1982 | Penitentiary II                                      | 'Half Dead'             |          |
| 1983 | Spacehunter: Adventures in the Forbidden Zone        | Washington              |          |
| 1983 | Going Berserk                                        | Muhammed Jerome Willy   |          |
| 1983 | Two of a Kind                                        | Detective Skaggs        |          |
| 1984 | Ghostbusters – Spökligan                             | Winston Zeddemore       |          |
| 1984 | Joy of Sex                                           | Mr. Porter              |          |
| 1985 | California Girls                                     | Ernie                   | TV-film  |
| 1985 | Love on the Run                                      | Lamar                   | TV-film  |
| 1987 | Weeds                                                | Bagdad                  |          |
| 1988 | The Wrong Guys                                       | Dawson                  |          |
| 1989 | Leviathan                                            | Justin Jones            |          |
| 1989 | Collision Course                                     | 'Shortcut'              |          |
| 1989 | Trapper County War                                   | Jefferson Carter        |          |
| 1989 | Ghostbusters 2                                       | Winston Zeddemore       |          |
| 1992 | Handen som gungar vaggan                             | Solomon                 |          |
| 1993 | The Pitch                                            | Vet                     | Kortfilm |
| 1993 | Angel Street                                         | Thurman Nickens         | TV-film  |
| 1994 | Sugar Hill                                           | Lolly Jones             |          |
| 1994 | The Crow                                             | Daryl Albrecht          |          |
| 1994 | No Escape                                            | Hawkins                 |          |
| 1994 | The Cowboy Way                                       | Sam 'Mad Dog' Shaw      |          |
| 1994 | Airheads                                             | Sergeant O'Malley       |          |
| 1994 | På tal om kärlek                                     | Dan Ventura             |          |
| 1995 | På driven i New York                                 | Reggie                  |          |
| 1995 | Congo                                                | Monroe Kelly            |          |
| 1996 | The Substitute                                       | Rektor Claude Rolle     |          |
| 1996 | For Which He Stands                                  | Baxter                  |          |
| 1996 | Just Your Luck                                       | Willie                  |          |
| 1997 | Levitation                                           | 'Downbeat'              |          |
| 1997 | Fakin' da Funk                                       | Joe Lee                 |          |
| 1997 | Mr. Magoo                                            | Gus Anders              |          |
| 1997 | A Stranger in the Kingdom                            | Reverend Walter Andrews |          |
| 1998 | Butter                                               | Curtis '8 Ball' Harris  |          |
| 1998 | Best of the Best 4: Without Warning                  | Detective Gresko        |          |
| 1998 | Hijack                                               | Senator Douglas Wilson  |          |
| 1998 | October 22                                           | Arthur                  |          |
| 1999 | Interceptor                                          | Major McKenzie          |          |
| 1999 | Stealth Fighter                                      | President Westwood      |          |
| 1999 | Paper Bullets                                        | Detective Ron Mills     |          |
| 1999 | Lillie                                               | Larry Miller            |          |
| 2000 | Everything's Jake                                    | Jake                    |          |
| 2000 | Red Letters                                          | Detective Glen Teal     |          |
| 2000 | The Watcher                                          | Mike Ibby               |          |
| 2000 | Miss Secret Agent                                    | Harry McDonald          |          |
| 2003 | Anne B. Real                                         | Principal Davis         |          |
| 2004 | Clifford's Really Big Movie                          | P.T.                    | Röstroll |
| 2005 | Marilyn Hotchkiss' Ballroom Dancing and Charm School | Blake Rische            |          |
| 2005 | Miss Secret Agent 2                                  | Harry McDonald          |          |
| 2005 | Bathsheba                                            | Nathan                  | Kortfilm |
| 2005 | Halfway Decent                                       | Tom                     |          |
| 2006 | Hood of Horror                                       | Roscoe                  |          |
| 2007 | Certifiably Jonathan                                 | Museivakt               |          |
| 2007 | Nobel Son                                            | Sergeant Bill Canega    |          |
| 2007 | All hat                                              | Jackson Jones           |          |
| 2008 | Lonely Street                                        | Captain Morgan          |          |
| 2009 | Balancing the Books                                  | Detective Carter        |          |
| 2009 | Dragonball Evolution                                 | Sifu Norris             |          |
| 2009 | Pastor Brown                                         | Deacon Harold Todd      |          |
| 2010 | Smokin' Aces 2: Assassins Ball                       | Anthony Vejar           |          |
| 2010 | Machete Joe                                          | Sheriff Taylor          |          |
| 2010 | Game of Death                                        | Katolsk Präst           |          |
| 2011 | Beverly Hills Chihuahua 2                            | Pedro                   | Röstroll |
| 2012 | Mickey Matson and the Copperhead Conspiracy          | Ivan Stumpwater         |          |
| 2012 | Beverly Hills Chihuahua 3: Viva La Fiesta!           | Pedro                   | Röstroll |
| 2012 | Dark Canyon                                          | Cyrus Parker            |          |
| 2012 | Turning Point                                        | Joe Johnson             |          |
| 2013 | Doonby                                               | Leroy                   |          |
| 2014 | The Grim Sleeper                                     | Detective Claymar       |          |
| 2014 | You're Not You                                       | John                    |          |
| 2014 | Merry Ex-Mas                                         | Pastor Ed               |          |
| 2015 | Gallows Road                                         | Bob Collins             |          |
| 2016 | The Man in the Silo                                  | Marcus Wells            |          |
| 2016 | Batman: Bad Blood                                    | Lucius Fox              | Röstroll |
| 2016 | God's Not Dead 2                                     | Judge Robert Stennis    |          |
| 2016 | Ghostbusters                                         | Bill Jenkins            |          |
| 2016 | Spaceman                                             | Joe                     |          |
| 2017 | High & Outside: A Baseball Noir                      | Sanzone                 |          |
| 2018 | Nappily Ever After                                   | Richard Jones           |          |
| 2020 | I Love You... Forever                                | George Henry            | Kortfilm |
| 2021 | Redemption Day                                       | Ed Paxton               |          |
| 2021 | Ghostbusters: Afterlife                              | Winston Zeddemore       |          |
| 2022 | Prisoner's Daughter                                  | Hank                    |          |
| 2023 | Champions                                            | Phil Peretti            |          |
| 2023 | The Retirement Plan                                  | Joseph                  |          |
| 2024 | Ghostbusters: Frozen Empire                          | Winston Zeddemore       |          |

### TV
| År        | Titel                                     | Roll                          | Notering                                                              |
| --------- | ----------------------------------------- | ----------------------------- | --------------------------------------------------------------------- |
| 1977      | Man from Atlantis                         | Minion                        | Avsnitt: "The Disappearances"                                         |
| 1978      | King                                      | Jack Corbin                   |                                                                       |
| 1978      | Fantasy Island                            | Jamu                          | Avsnitt: "Family Reunion/VooDoo"                                      |
| 1978      | Winners                                   | Ted                           | Avsnitt: "Journey Together"                                           |
| 1978      | Baa Baa Black Sheep                       | George 'King George'          | Avsnitt: "A Little Bit of England"                                    |
| 1979      | Hulken                                    | Lee                           | Avsnitt: "Like a Brother"                                             |
| 1979      | Roots: The Next Generations               | Muslim vid dörr               | Avsnitt: "Part VII (1960-1967)"                                       |
| 1979      | The White Shadows                         | Johnson                       | Avsnitt: "Little Orphan Abner"                                        |
| 1979      | Detective School                          | Bombacaa                      | Avsnitt: "Nick Is Smitten"                                            |
| 1979      | One Day at a Time                         | Desk Sergeant                 | Avsnitt: "A Little Larceny"                                           |
| 1979      | Highcliffe Manor                          | Smythe                        |                                                                       |
| 1980      | Skag                                      |                               | Avsnitt: "Pilot"                                                      |
| 1980      | Too Close for Comfort                     | Sam Morton                    | Avsnitt: "The Bag Lady"                                               |
| 1981      | Diff'rent Strokes                         | Kwame                         | Avsnitt: "Almost American"                                            |
| 1981      | Lilla huset på prärien                    | William Thomas                | Avsnitt: "Chicago"                                                    |
| 1981      | Taxi                                      | Terry Carver                  | Avsnitt: "Of Mice and Tony"                                           |
| 1982      | The Dukes of Hazzard                      | Avery                         | Avsnitt: "Dear Diary"                                                 |
| 1982      | Flamingo Road                             | Chandler                      |                                                                       |
| 1982      | The New Odd Couple                        | Moses Brown                   | Avsnitt: "That Was No Lady"                                           |
| 1983      | Webster                                   | Rudy                          | Avsnitt: "Happy Un-Birthday"                                          |
| 1983      | The A-Team                                | Cal Freeman                   | Avsnitt: "The Taxicab Wars"                                           |
| 1984      | St. Elsewhere                             | Jerry Close                   |                                                                       |
| 1985      | The Super Powers Team: Galactic Guardians | Victor Stone / Cyborg         | Röstroll                                                              |
| 1986      | The Last Precinct                         | Sergeant 'Night Train' Lane   |                                                                       |
| 1986      | It's a Living                             | Dougie                        | Avsnitt: "The Bar"                                                    |
| 1986      | Mickey Spillane's Mike Hammer             | Digger Love                   | Avsnitt: "Harlem Nocturne"                                            |
| 1987      | Gimme a Break!                            | Prince                        | Avsnitt: "Someday My Prince..."                                       |
| 1987      | Huset fullt                               | Reggie 'The Sandman' Martin   | Avsnitt: "Knock Yourself Out"                                         |
| 1987      | Pound Puppies                             | Olika roller                  | Röstroll                                                              |
| 1989      | The Super Mario Bros. Super Show!         | Sig själv                     | Avsnitt: "Slime Busters"                                              |
| 1990      | An Evening at the Improv                  | Sig själv                     | Avsnitt: "#5.4"                                                       |
| 1990      | Cop Rock                                  | Commander Warren Osborne      | Avsnitt: "Pilot"                                                      |
| 1990-1991 | Broken Badges                             | Toby Baker                    |                                                                       |
| 1992      | Angel Street                              | Thurman Nickens               | Avsnitt: "Pilot - Part 1 & 2"                                         |
| 1992      | The Ben Stiller Show                      | Tennis Captain                | Avsnitt: "With Bobcat Goldthwait"                                     |
| 1992      | Batman: The Animated Series               | Säkerhetsvakt                 | Röstroll, avsnitt: "Joker's Wild"                                     |
| 1993      | TriBeCa                                   | Howard                        | Avsnitt: "Heros Exoletus"                                             |
| 1993      | Wild Palms                                | Tommy Lazlo                   |                                                                       |
| 1993      | Röster från andra sidan graven            | Zambini                       | Avsnitt: "Food for Thought"                                           |
| 1994      | Lifestories: Families in Crisis           | Coach Seldon                  | Avsnitt: "A Body to Die For: The Aaron Henry Story"                   |
| 1997      | Stålmannen                                | Professor Felix               | Röstroll, avsnitt: "Action Figures"                                   |
| 1997-2003 | Oz                                        | Leo Glynn                     |                                                                       |
| 1998      | The Gregory Hines Show                    | Jack                          | Avsnitt: "Carpe Diem"                                                 |
| 1998      | Arli$$                                    | Leo Glynn                     | Avsnitt: "Fans First"                                                 |
| 2000      | Intimate Portrait                         | Sig själv                     | Avsnitt: "Robin Givens"                                               |
| 2001      | Touched by an Angel                       | Norm McCloud                  | Avsnitt: "The Perfect Game"                                           |
| 2003      | Brottskod: Försvunnen                     | Manny Aybar                   | Avsnitt: "Kam Li"                                                     |
| 2003-2004 | Polisaspiranten                           | John Henry Barnes             |                                                                       |
| 2004      | Everwood                                  | Bill Hoover                   | Avsnitt: "The Birds and the Batteries"                                |
| 2006      | Jordan, rättsläkare                       | Colonel Wirth                 | Avsnitt: "Code of Ethics"                                             |
| 2006      | Stargate SG-1                             | Commander Goran Pernaux       | Avsnitt: "Ethon"                                                      |
| 2006      | Cityakuten                                | Colonel James Gallant         |                                                                       |
| 2006-2007 | Desperate Housewives                      | Detective Ridley              |                                                                       |
| 2007      | Cold Case                                 | Moses Jones                   | Avsnitt: "8.03 AM"                                                    |
| 2007      | Las Vegas                                 | Bob Casey                     | Avsnitt: "My Uncle's a Gas" & "The High Price of Gas"                 |
| 2007      | Psych                                     | Bill Guster                   | Avsnitt: "Gus's Dad May Have Killed an Old Guy"                       |
| 2007-2008 | Bones                                     | David Barron                  | Avsnitt: "The Man in the Mansion" & "The Verdict in the Story"        |
| 2008      | Private Practice                          | Captain Frank                 | Avsnitt: "Nothing to Talk About"                                      |
| 2008-2013 | The Secret Life of the American Teenager  | Dr. Ken Fields                |                                                                       |
| 2009      | Meteor                                    | General Brasser               |                                                                       |
| 2009      | Heroes                                    | Captain Lubbock               |                                                                       |
| 2009-2010 | I lagens namn                             | Frank Gibson                  |                                                                       |
| 2010      | Childrens Hospital                        | Hubert McGraw                 | Avsnitt: "Joke Overload"                                              |
| 2010      | Criminal Minds                            | Lieutenant Al Garner          | Avsnitt: "Devil's Night"                                              |
| 2010-2013 | Transformers Prime                        | Special Agent Bill Fowler     | Röstroll                                                              |
| 2011      | White Collar                              | Mr. Jeffries                  | Avsnitt: "Dentist of Detroit"                                         |
| 2011      | Torchwood                                 | Stewart Owens                 | Avsnitt: "Miracle Day: The Middle Men"                                |
| 2011      | Grey's Anatomy                            | Brad McDougall                | Avsnitt: "Put Me In, Coach"                                           |
| 2011      | How I Met Your Mother                     | Sig själv                     | Avsnitt: "The Rebound Girl"                                           |
| 2011      | Rizzoli & Isles                           | Admiral Frost                 | Avsnitt: "Sailor Man"                                                 |
| 2012      | Hart of Dixie                             | Ernie Hayes                   | Avsnitt: "Snowflakes & Soulmates"                                     |
| 2012      | Nosferajew                                | CDC Director                  | Avsnitt: "Community Bleach"                                           |
| 2012-2014 | Franklin & Bash                           | Honorable Lawrence Perry      |                                                                       |
| 2012-2016 | Modern Family                             | Miles                         |                                                                       |
| 2013      | Guys with Kids                            | The Judge                     | Avsnitt: "Marny's Dad"                                                |
| 2013      | Last Resort                               | Conrad Buell                  |                                                                       |
| 2013      | Dan vs.                                   | Counselor                     | Avsnitt: "Summer Camp"                                                |
| 2013      | Let's Stay Together                       | Anthony                       | Avsnitt: "Troy Story"                                                 |
| 2013      | Scandal                                   | Commander Randolph Boles      | Avsnitt: "Mrs. Smith Goes to Washington"                              |
| 2013      | Ironside                                  | Bludso                        | Avsnitt: "The Uptown Murders"                                         |
| 2013      | Dads                                      | Detective Swan                | Avsnitt: "Comic Book Issues"                                          |
| 2013      | Mob City                                  | Bunny                         |                                                                       |
| 2014      | The Millers                               | Walter                        | Avsnitt: "Dear Diary"                                                 |
| 2014      | Det hemsökta huset                        | Duke Preston                  | Avsnitt: "Haunted Visitor"                                            |
| 2014      | Rizzoli & Isles                           | Admiral Frost                 | Avsnitt: "...Goodbye"                                                 |
| 2014      | Scorpion                                  | Brooks                        | Avsnitt: "Pilot"                                                      |
| 2014      | Key & Peele                               | Dad                           | Avsnitt: "Terrorist Meeting"                                          |
| 2015      | Once Upon a Time                          | Poseidon                      | Avsnitt: "Poor Unfortunate Soul"                                      |
| 2015-2020 | Grace and Frankie                         | Jacob                         |                                                                       |
| 2016      | Robot Chicken                             | Detective Ernie               | Röstroll, avsnitt: "Blackout Window Heatstroke"                       |
| 2016      | Graves                                    | Jacob Mann                    |                                                                       |
| 2017      | APB                                       | Sergeant Ned Conrad           |                                                                       |
| 2017      | Angie Tribeca                             | Pete Tribeca                  | Avsnitt: "Germs on Endearment"                                        |
| 2017      | Twin Peaks                                | Colonel Davies                | 2 avsnitt                                                             |
| 2017      | Survivor's Remorse                        | Ansell Jones                  | Avsnitt: " Reparations"                                               |
| 2017      | Spider-Man                                | Joe 'Robbie' Robertson        | Röstroll, avsnitt: "Screwball Live"                                   |
| 2018      | Lethal Weapon                             | Agent Peterson                | Avsnitt: "Funny Money"                                                |
| 2018      | Blue Bloods                               | Principal Darryl Ward         | Avsnitt: "School of Hard Knocks"                                      |
| 2018      | Ballers                                   | Mr. Hagerty                   | Avsnitt: "This Is Not Our World"                                      |
| 2018-2024 | The Family Business                       | L.C. Duncan                   |                                                                       |
| 2019      | Hot Streets                               | John Wayne 'Jet Wayne' Junior | Röstroll                                                              |
| 2019      | Arrow                                     | Roy Stewart                   | Avsnitt: "Spartan"                                                    |
| 2019      | Infinity Train                            | Atticus                       | Röstroll                                                              |
| 2019-2020 | Puppy Dog Pals                            | Buddy                         | Röstroll                                                              |
| 2019-2020 | L.A.'s Finest                             | Joseph Vaughn                 |                                                                       |
| 2020      | Home Movie: The Princess Bride            | Prince Humperdinck            | Avsnitt: "Chapter Eight: Ultimate Suffering"                          |
| 2021      | MacGyver                                  | Milton Bozer                  | Avsnitt: "H2O + Orthophosphates + Mission City + Corrosion + Origins" |
| 2022      | City On a Hill                            | Franklin Ward                 |                                                                       |
| 2022-2024 | Quantum Leap                              | Herbert 'Magic' Williams      |                                                                       |
| 2023      | Star Wars: Uslingarna                     | Grini Millegi                 | Röstroll, avsnitt: "Faster"                                           |